# Dominique Lecointe
Dominique Lecointe (Boulogne-sur-Mer, 22 de marzo de 1957) es un deportista francés que compitió en remo. Ganó una medalla de bronce en el Campeonato Mundial de Remo de 1978, en la prueba de dos sin timonel.

## Palmarés internacional
| Campeonato Mundial | Campeonato Mundial        | Campeonato Mundial | Campeonato Mundial |
| Año                | Lugar                     | Medalla            | Prueba             |
| ------------------ | ------------------------- | ------------------ | ------------------ |
| 1978               | Cambridge (Nueva Zelanda) | Medalla de bronce  | Dos sin timonel    |